# Янкин, Сергей Иванович
Сергей Иванович Янкин (укр. Сергій Іванович Янкін; ?—после 1918) — украинский военный деятель, начальник штаба  и исполняющий обязанности начальника Синежупанной дивизии армии Украинской Центральной рады.
С января 1910 года служил поручиком 12-го пехотного Сибирского резервного Барнаульского полка. Младший офицер 1-го батальона. Затем поручик 44-го Сибирского стрелкового полка. Произведен в штабс-капитаны (25.12.1911). На 1912 г. в составе 44-го Сибирского стрелкового полка в г. Омске. Участник Первой мировой войны. Последнее звание в Русской императорской армии — штабс-капитан.
С конца 1917 года в Армии УНР. Участник Гражданской войны на Украине.
В январе-апреле 1918 года — начальник штаба и исполняющий обязанности начальника 1-й Украинской (Синежупанной) дивизии армии Украинской Центральной рады.
Дальнейшая судьба неизвестна.
В некоторых воспоминаниях упоминается под фамилией Янов (Янив).